# رايد لندن 2019
رايد لندن 2019 (بالإنجليزية: 2019 RideLondon–Surrey Classic)‏ هو سباق دراجات هوائية، وهو الموسم رقم 8 من السباق، وأقيم في 4 أغسطس 2019، وامتدّ لمسافة 169 كيلومتر، وهو أحد سباقات طواف العالم للدراجات 2019، وهو من نوع  سباق يوم واحد، وقد شارك في السباق  138 متسابقاً.
فاز فيه بالمركز الأول  إيليا فيفياني، وبالمركز الثاني  سام بينيت، وبالمركز الثالث  مايكل موركوف.

## الفرق
| فرق عالمية (16)- AG2R La Mondiale - Bahrain-Merida - Bora-hansgrohe - CCC Team - Deceuninck-Quick Step - جروباما-إف دي جي - Lotto Soudal - Mitchelton-Scott - Dimension Data - EF Education First - Ineos - Team Jumbo-Visma - Katusha-Alpecin - Team Sunweb - Trek-Segafredo - UAE Team Emirates فرق قارية محترفة (3)- ديلكو ‏ - Israel Cycling Academy - Total Direct Énergie فريق وطني- فريق المملكة المتحدة لركوب الدراجات للرجال 2019 ‏ |  |
| |  |

## الفائزون
| الترتيب | الفائز        |
| ------- | ------------- |
| الفائز  | إيليا فيفياني |
| الثاني  | سام بينيت     |
| الثالث  | مايكل موركوف  |

## وصلات خارجية
- الموقع الرسمي
- لمحة عن سباق رايد لندن 2019 على موقع  ProCyclingStats   (برو  سايكلنج  ستاتس) - إحصاءات  محترفي  الدراجات.

- رايد لندن 2019 على موقع إحصائيات الدراجات الإحترافية (الإنجليزية)